# INS Vikramaditya (R33)
O INS Vikramaditya é um porta-aviões modificado da Classe Kiev que entrou em serviço pela Marinha Indiana em 2013. Ele recebeu este nome em homenagem a Vikramāditya, um legendário imperador de Ujjain,que viveu um século antes de Cristo.
Originalmente construído como Baku e comissionado pela Frota Naval Militar da União Soviética em 1987, o porta-aviões permaneceu a serviço da Marinha da Rússia durante metade da década de 1990 sob o nome de Admiral Flota Sovetskogo Soyuza Gorshkov. O limitado orçamento militar da Rússia pós-guerra fria forçou cortes de gastos e a aposentadoria precoce deste navio em 1996. A Índia resolveu compra-lo em janeiro de 2004 por um valor de US$ 2,35 bilhões de dólares. Apenas em setembro de 2013, contudo, que a embarcação foi aprovada para entrar no serviço ativo, após  vários anos no processo de modernização, modificações e treinamento de sua tripulação.
O INS Vikramaditya (R33) foi oficialmente comissionado pela Índia em 16 de novembro de 2013 em uma cerimônia em Severodvinsk, Rússia. Em 14 de junho de 2014, o então primeiro-ministro indiano, Narendra Modi, formalizou a incorporação deste  novo porta-aviões na marinha do país.

## Fotos

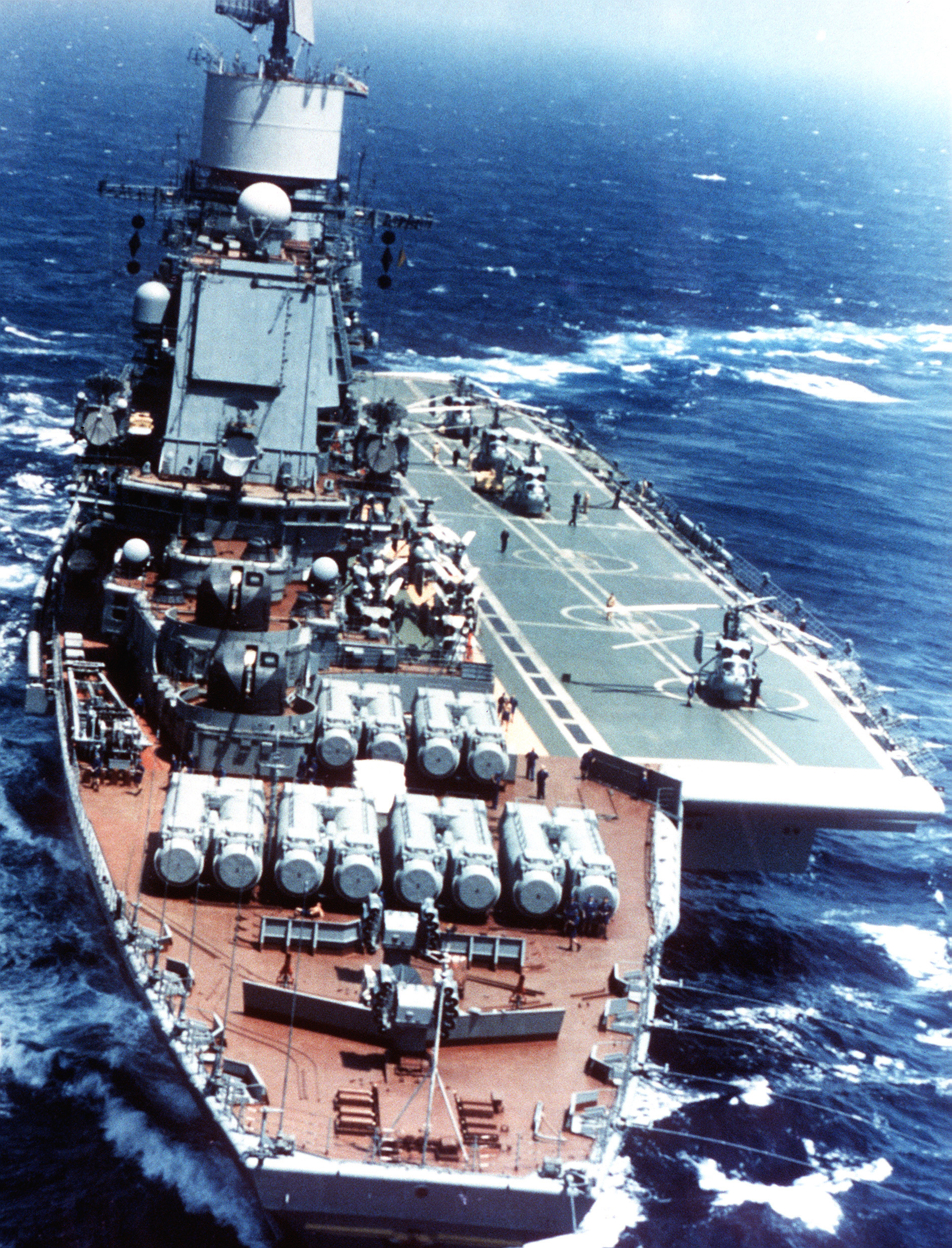
O Baku em 1988.
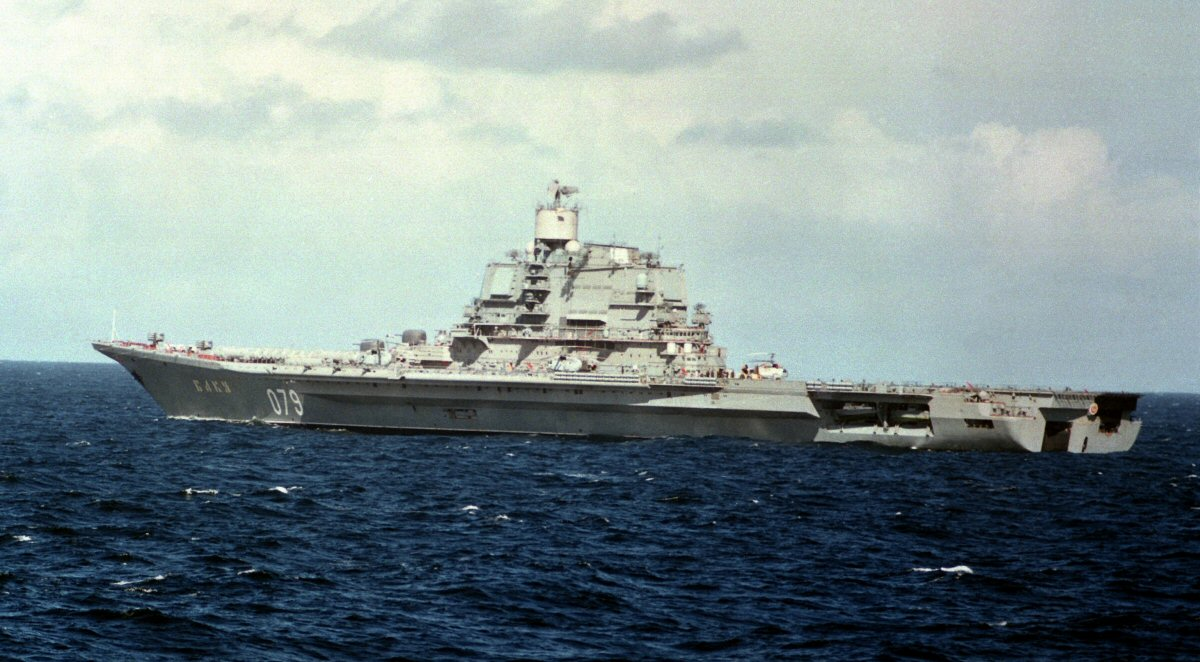
O Baku a serviço da União Soviética.
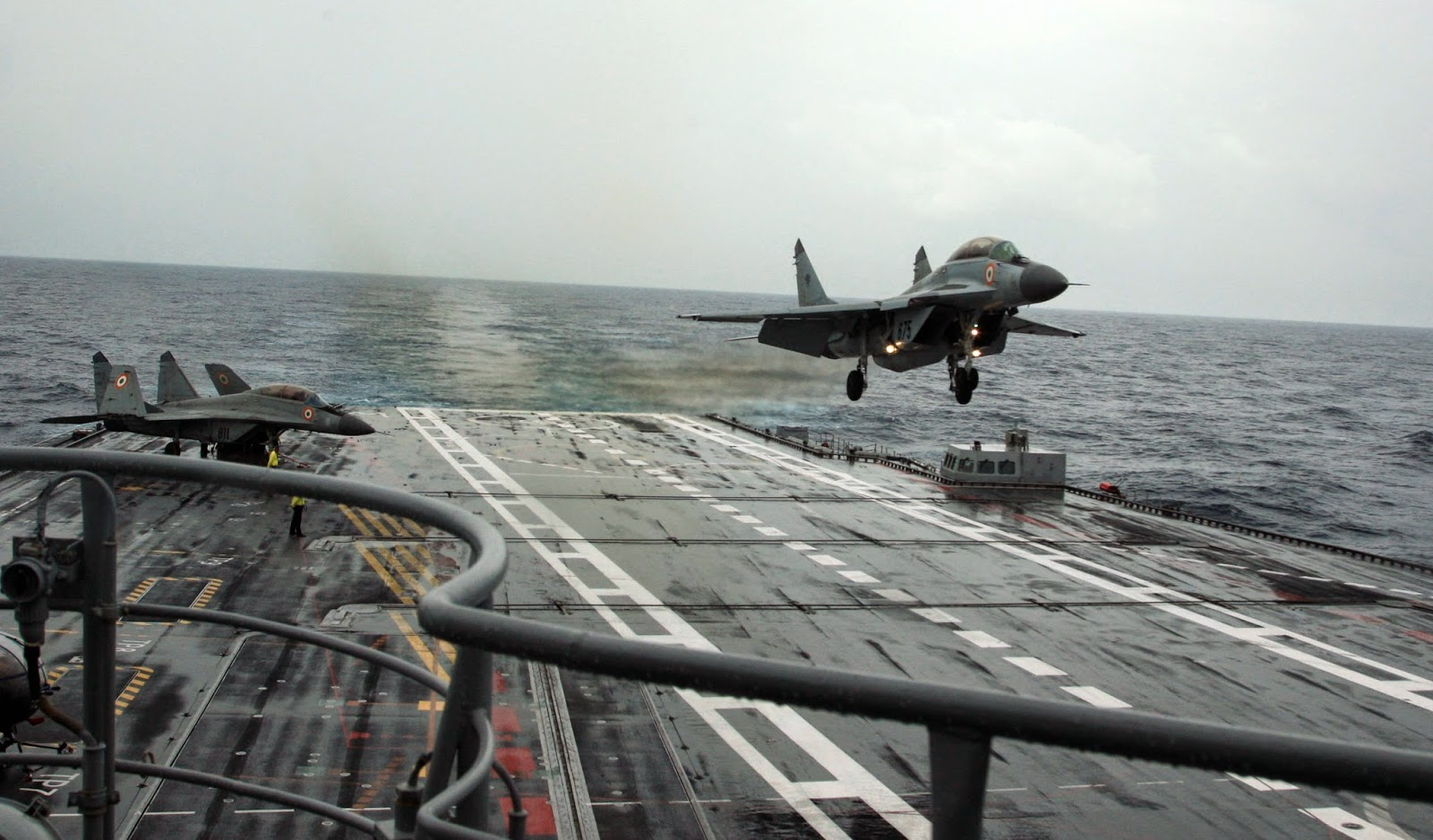
Um caça MiG-29K pousando no Vikramaditya.